# Leonid Petrovič Tatarinov
Leonid Petrovič Tatarinov (rusky Леонид Петрович Татаринов; 12. listopadu 1926, Tula – 24. srpna 2011, Moskva) byl ruský paleontolog.

## Život
Po dokončení školy byl odveden do armády. V roce 1949 absolvoval biologickou fakultu Moskevské státní univerzity. Kandidátem biologických věd se stal v roce 1953 a doktorem v roce 1970. Od roku 1955 působil v Paleontologickém ústavu a od roku 1973 působil na Institutu evoluční morfologie a ekologie zvířat. V letech 1975 až 1992 byl ředitelem Paleontologického ústavu v Moskvě.
V roce 1974 byl zvolen korespondenčním členem Akademie věd SSSR a v roce 1981 řádným.
Je pohřben na Trojekurovském hřbitově.

## Vědecká činnost
Studoval srovnávací anatomii obratlovců, fylogenezi tetrapodů a obecné problémy evoluce. Je autorem konceptu evoluce savců. Publikoval přes 200 vědeckých prací. Za svou vědeckou a organizační činnost získal řadu vysokých ocenění.